# Чилізький потік
Чилізький потік (словац. Čiližský potok) — річка в Словаччині; колишній бічний рукав Дунаю, протікає в окрузі Дунайська Стреда.
Довжина — 33.5 км.
Протікає в  Дунайській низовині біля сіл Чичов і Ключовець.